# Nomia megasoma
Nomia megasoma är en biart som beskrevs av Cockerell 1912. Nomia megasoma ingår i släktet Nomia och familjen vägbin. Inga underarter finns listade i Catalogue of Life.